# Isabel de Pomerania
Isabel de Pomerania (1347-Hradec Králové, República Checa, 14 de febrero de 1393) fue la cuarta y última esposa de Carlos IV de Luxemburgo y Emperatriz del Sacro Imperio Romano Germánico y reina consorte de Bohemia. Sus padres fueron Bogislao V de Pomerania e Isabel de Polonia, duquesa de Pomerania.

## Matrimonio
El matrimonio entre Carlos e Isabel se celebró el 21 de mayo de 1363 en Cracovia, sólo un año después de que muriera la tercera esposa de Carlos, Ana de Swidnica. La novia tenía sólo 16 años mientras que el novio ya tenía 47 años. Carlos se casó con Isabel principalmente por razones diplomáticas: con el matrimonio rompió la coalición militar anticheca dirigida por Rodolfo IV, duque de Austria, con los reyes de Polonia y de Hungría. Isabel fue coronada reina de Bohemia el 18 de junio de 1363 en Praga, la capital de Bohemia, y cinco años más tarde, el 1 de noviembre de 1368, fue coronada Emperatriz del Sacro Imperio Romano Germánico por el papa Urbano V.

## Familia
De su matrimonio con Carlos nacieron:
- Ana de Bohemia (1366-1394), quien se casó con Ricardo II de Inglaterra.
- Segismundo de Luxemburgo (1368-1437), Sacro Emperador Romano Germánico.
- Juan de Luxemburgo (1370-1396), Duque de Görlitz.
- Carlos de Luxemburgo (1372-1373).
- Margarita de Luxemburgo (1373-1410), quien se casó con Juan III, Burgrave de Núremberg.
- Enrique de Luxemburgo (1377-1378).

## Ascendencia
Sus padres fueron Boguslao V, Duque de Pomerania, e Isabel de Silesia. Sus abuelos maternos eran Casimiro III, rey de Polonia, y Aldona de Lituania.
| Isabel de Pomerania | Padre: Bogislao V, Duque de Pomerania | Abuelo paterno: Wartislaw IV de Pomerania    | Bisabuelo paterno: Bogislao IV de Pomerania          |
| Isabel de Pomerania | Padre: Bogislao V, Duque de Pomerania | Abuelo paterno: Wartislaw IV de Pomerania    | Bisabuela paterna: Margareta de Rugia                |
| Isabel de Pomerania | Padre: Bogislao V, Duque de Pomerania | Abuela paterna: Isabel de Silesia            | Bisabuelo paterno: Henryk II de la Baja Silesia      |
| Isabel de Pomerania | Padre: Bogislao V, Duque de Pomerania | Abuela paterna: Isabel de Silesia            | Bisabuela paterna: Anna de Bohemia                   |
| Isabel de Pomerania | Madre: Isabel, duquesa de Pomerania   | Abuelo materno: Casimiro III, rey de Polonia | Bisabuelo materno: Władysław I de Polonia            |
| Isabel de Pomerania | Madre: Isabel, duquesa de Pomerania   | Abuelo materno: Casimiro III, rey de Polonia | Bisabuela materna: Hedwig de Kalisz                  |
| Isabel de Pomerania | Madre: Isabel, duquesa de Pomerania   | Abuela materna: Aldona de Lituania           | Bisabuelo materno: Gediminas, Gran Duque de Lituania |
| Isabel de Pomerania | Madre: Isabel, duquesa de Pomerania   | Abuela materna: Aldona de Lituania           | Bisabuela materna: Desconocido                       |

Al morir su esposo el 29 de noviembre de 1378, el hijastro de Isabel, Wenceslao IV, ascendió al trono. Entonces Isabel se puso al cuidado de sus propios hijos, sobre todo de Segismundo, quien tenía más edad, a quien apoyó en sus esfuerzos por convertirse en el Rey de Hungría.
Isabel sobrevivió 15 años a su esposo Carlos. Murió el 14 de febrero de 1393 en Hradec Králové y fue enterrada junto a su esposo en la Catedral de San Vito.
| Predecesor: Ana de Swidnica | Emperatriz del Sacro Imperio 21 de mayo de 1363 - 29 de noviembre de 1378 | Sucesor: Bárbara de Celje |
| Predecesor: Ana de Swidnica | Reina consorte de Bohemia y Alemania 1363-1378                            | Sucesor: Juana de Baviera |

- Datos: Q266519
- Multimedia: Elisabeth of Pomerania, Holy Roman Empress / Q266519